# Hyalella paramoensis
Hyalella paramoensis is een vlokreeftensoort uit de familie van de Hyalellidae. De wetenschappelijke naam van de soort is voor het eerst geldig gepubliceerd in 1988 door Andres.